# Farming Simulator 22
Farming Simulator 22 est un jeu vidéo de simulation agricole développé et édité par la société suisse GIANTS Software. Le jeu est sorti le 22 novembre 2021 sur Microsoft Windows, macOS, Stadia, PlayStation 4, PlayStation 5, Xbox One et Xbox Series.
Ce jeu simule la gestion d'une exploitation agricole en permettant l'élevage d'animaux, la gestion de cultures, la viticulture, l'oléiculture, la vente des récoltes et la sylviculture (apparue dans Farming Simulator 15).
Ce jeu est le quinzième la saga Farming Simulator, débutée en 2008 avec la sortie du premier opus le 14 avril 2008. 
Pour cette nouvelle édition, GIANTS Software améliore à nouveau son moteur graphique pour une qualité plus perfectionnée, et de nouvelles fonctionnalités. Pour la première fois, les développeurs s'auto-éditent. Le crossplay fait également son apparition, permettant aux joueurs PC, PS4, PS5 et Xbox de jouer ensemble.

## Système de jeu
Le but du jeu est de gérer une exploitation agricole. Diverses fonctionnalités et menus sont présentés afin d'optimiser les revenus et les productions du joueur. Cela lui permet de renouveler son matériel ou d'acheter dans de nouveaux terrains et/ou bâtiments. Pour faciliter certains travaux, il est possible d'employer un ouvrier. Le joueur peut pratiquer l'élevage, la culture de la terre ainsi que la sylviculture, la viticulture et l'oléiculture. L'édition 2022 offre un système simulant les saisons pour apporter plus de réalisme au jeu.

### Agriculture
Dans Farming Simulator 22 les joueurs peuvent s'improviser céréalier ou éleveur, voire boulanger.

#### Cultures
Les joueurs peuvent semer des champs avec diverses semences comme le blé, l'orge, le colza, le tournesol, le maïs, la betterave, la pomme de terre, le peuplier, le coton et de nouvelles cultures inédites comme le raisin, les olives ou encore le sorgho. Une fois plantées, ces cultures doivent être entretenues tout au long de leur croissance, avec la gestion de leurs parasites ainsi que des adventices. Selon ses envies, le joueur peut développer une production biologique en utilisant des intrants naturels (fumier, lisier des animaux, etc...) pour nourrir ses sols. Dans le cas inverse, il est possible d'utiliser des engrais de synthèse pour obtenir un meilleur rendement lors des récoltes. Il faut néanmoins veiller aux contraintes de la nature, avec l'importance des saisons dans la mécanique du jeu.
Comme dans chaque opus depuis Farming Simulator 15, il est possible de faire de la sylviculture, en vendant directement le bois à une scierie, ou en le transformant en copeaux.
La viticulture est également présente. Le joueur peut planter des vignes au printemps, les fertiliser, entretenir les vignobles puis récolter le raisin entre septembre et octobre. 
La culture des olives fait son apparition dans cet opus de Farming Simulator. Sa gestion est comparable à celle des vignes, excepté la récolte qui s'effectue un mois plus tôt.
Le sorgho rejoint les céréales disponibles dans le jeu. Cultivé pour ses graines, il se récolte de la même façon que le blé ou l'orge. Les serres, quant à elles, ont une place plus importante avec l'intégration des chaînes de productions, pour cultiver des salades, des tomates et des fraises.

#### Élevage
Farming Simulator 22 propose d'élever cinq espèces animales : les poules, les vaches, les moutons, les cochons et les chevaux.
Lors des moissons, il est possible de récupérer la paille pour en faire des balles de paille, qui sert ensuite à l'alimentation des animaux et pour leur santé, lorsque vous devrez entretenir leurs bâtiments.
Il est possible de récolter certaines cultures en fourrage, comme le maïs ou l'herbe, pour nourrir les animaux avec des rations fourragères. Les excréments sont par la suite réutilisable pour apporter de l'engrais aux cultures. Le lait et les œufs peuvent utilisées pour fabriquer des aliments dans des usines présentes dans les cartes du jeu. En choisissant l'élevage, il faut optimiser son emploi du temps, entre travail aux champs et soins des animaux (nourrissage, lavage, etc.).

### Engins agricoles
Grâce au large panel d'équipement, le joueur peut effectuer de multiples tâches nécessaires à la gestion d'une exploitation agricole : labour, déchaumage, moisson, fauche, le fanage, andainage, pressage, ramassage, traite, etc.
Le jeu propose plus de 100 marques dont celles du précédent opus : John Deere et Claas. Le choix de marques est plus large, avec plus de 400 véhicules et équipements disponibles avec de nouvelles fonctionnalités. Parmi celles-ci figure la vendange, avec les engins des marques Braud de New Holland. De nouvelles marques font leur apparition, dont Landini et Berthoud.
Au niveau des pneumatiques, Michelin, Nokian, Mitas et Trelleborg sont rejoints par Continental. Farming Simulator 22 permet l'intégration de modèles plus anciens de différents constructeurs, afin de maximiser la diversité du matériel disponible.
Désormais, les véhicules et certains équipements sont dotés de plaques d'immatriculation personnalisables (pays, lettres, chiffres, symboles).
Dans Farming Simulator 22, il est possible de choisir entre la boîte manuelle ou la boîte automatique dans certains véhicules. La gestion du carburant est présente.
Certaines barres de coupe sont équipées d'un système automatique de contrôle de la hauteur de celles-ci lors de la moisson. Elles s'adaptent au nivelage du terrain.

### Productions
Une des principales nouvelles fonctionnalités de Farming Simulator 22 est la chaîne de production. Il est désormais possible de transformer ses récoltes en un autre produit (le dépôt du sorgho au moulin à grain en fait de la farine, celui des betteraves à la sucrerie du sucre, etc...). Il est ensuite possible d'obtenir du pain, des gâteaux, etc.
Le joueur peut extraire de l'huile des olives, ou fabriquer du jus de raisin pour le vendre dans les commerces présents sur les cartes du jeu et obtenir de l'argent supplémentaire afin de développer son exploitation.

## Environnement
Le joueur peut choisir entre trois cartes. Le jeu reprend Erlengrat, carte au style alpin déjà présente dans Farming Simulator 19 via l'extension Alpine Farming Expansion, ainsi que deux inédites. La première est Elmcreek, inspirée du Midwest américain avec de grandes parcelles et routes, ainsi que des infrastructures atypiques. Elle est deux fois plus grande que les cartes habituelles disponibles sans add-ons. Plusieurs corps de fermes sont disponibles au départ, le joueur peut choisir la sienne. La seconde, nommée Haut-Beyleron et d'inspiration française, est basée sur une région agricole influencée par le climat méditerranéen, facilitant la culture des vignes et des olives.

### Saisons
La grande nouveauté de Farming Simulator 22 sont les saisons. Il est possible de jouer sans ce système, en le désactivant dans les paramètres du jeu. Elle permet de suivre le cycle annuel des quatre saisons, réparties sur les douze mois de l'année. Par défaut, chaque mois correspondant à un nombre prédéfini de jours dans le jeu. Ce paramètre est prolongeable jusqu'à 28 jours. Il est nécessaire de semer ses cultures aux périodes adéquates et les récolter au bon moment. Des contraintes viennent s'ajouter, comme le gel, les pluies, la neige et le sec qui affectent les cultures.
Il est possible d'observer l'évolution des saisons en regardant la végétation changer de couleur, les arbres perdre leurs feuilles, les lacs se geler, ou la fréquence des pluies augmenter. Le joueur peut s'informer sur les prévisions météorologiques pour planifier les travaux agricoles, et aussi consulter le calendrier des cultures.

### Personnalisation
Disponible depuis Farming Simulator 19, l'outil de construction (Build mode) est revu. Ce dernier permet de modifier une carte sur laquelle le joueur évolue, en sculptant le terrain, en modifiant les textures du sol (gravier, terre, herbe, etc.), en plaçant des bâtiments et clôtures pour créer ou agrandir une ferme, en construisant des usines ou en installant des sources d'énergies renouvelables comme des éoliennes ou des panneaux solaires.
Le joueur peut également implanter des silos, des hangars, des granges, des porcheries, des stabulations et même des points de vente.

## Multijoueur
Il est possible de jouer à plusieurs grâce à un système de serveur propre à l'éditeur, ou les joueurs peuvent louer un serveur dédié. Sur une même partie, les joueurs ont la possibilité de créer plusieurs exploitations indépendantes, chacun pouvant rejoindre celle qu'il souhaite. Les différentes exploitations peuvent acheter des terrains mais aussi sous-traiter des tâches à des exploitations voisines.

## Développement

### Graphismes
Le jeu est construit sur le propre moteur graphique des développeurs, le GIANTS Engine 9, revisité pour le développement du jeu. Le système du ciel est amélioré, les textures ont une meilleure qualité et obtiennent la technologie du parallax mapping rendant l'effet 3D plus réaliste. L'intérieur des bâtiments est également simulé par une fausse 3D ajoutant de la vie aux cartes. Cependant, cette évolution graphique a fait l'objet de plusieurs critiques des joueurs, reprochant le peu de changement vis-à-vis de l'opus précédent.
À l'occasion de la Farmcon 21, les premières images du jeu sont dévoilées. GIANTS Software augmente considérablement les détails dans cet opus ainsi que l'amélioration du système de particules, de lumière et de végétation.

### Système audio
Le système audio est revisité pour améliorer l'immersion dans les véhicules avec les véritables sons des véhicules, plongeant le joueur dans un univers sonore 3D. Les régimes moteurs sont simulés, le freinage, l'accélération, les systèmes hydrauliques ou encore les essuie-glaces sont intégrés, apportant le plus de réalisme possible. L'insonorisation des cabines est prise en compte, et varie en fonction des véhicules.

### Intelligence artificielle
Dans la série Farming Simulator, l'intelligence artificielle joue un rôle important notamment en mode solo. Elle permet au joueur de gagner du temps en engageant un ouvrier qui effectue les travaux agricoles à sa place, pendant que celui-ci en fait d'autres. L'ouvrier est rémunéré en fonction de la tâche attribuée. Sur cet opus, l'IA est améliorée, facilitant son utilisation dans les parcelles non-rectilignes.
Il y a aussi la possibilité d'engager un tiers pour transporter les productions des usines et fabriques afin de les vendre, ou de les transférer d'un site de production à un autre.

### Modding
Farming Simulator 22 est comme ses prédécesseurs facilement « Moddable » grâce au logiciel GIANTS Editor. Ces « mods » sont disponibles sur PC mais également sur consoles, téléchargeables depuis le « ModHub », intégré au jeu.